# José Mauricio Vélez García
José Mauricio Vélez García (ur. 17 czerwca 1964 w Medellín) – kolumbijski duchowny katolicki, biskup pomocniczy Medellín od 2017.

## Życiorys

### Prezbiterat
Święcenia kapłańskie otrzymał 5 grudnia 1992 i został inkardynowany do archidiecezji Medellín. Był m.in. wykładowcą miejscowego uniwersytetu katolickiego, sekretarzem departamentu CELAM ds. komunii kościelnej i dialogu, a także wikariuszem biskupim dla zachodu archidiecezji.

### Episkopat
17 stycznia 2017 papież Franciszek mianował go biskupem pomocniczym archidiecezji Medellín ze stolicą tytularną Lapda. Sakry biskupiej udzielił mu 25 lutego 2017 arcybiskup Ricardo Antonio Tobón Restrepo.